# Dan Beutler
Dan Beutler (* 7. Oktober 1977 in Hallstahammar) ist ein ehemaliger schwedischer Handballtorwart.

## Karriere
Beutler begann seine Karriere in seinem Geburtsort, bei Hallstahammar SK. Dort spielte er bis 1995, bis er von 1995 bis 1999 zu Irsta HF wechselte. Von 1999 bis 2002 spielte er bei IFK Ystad HK, anschließend wechselte er zu Redbergslids IK. 2003 wechselte er zur SG Flensburg-Handewitt. Seinen bis zum 30. Juni 2012 laufenden Vertrag kündigte er im Dezember 2010 vorzeitig und hütete seit Sommer 2011 das Tor des HSV Hamburg. Im April 2013 wechselte Beutler mit sofortiger Wirkung nach Katar zu al-Jaish. Ab dem Sommer 2013 spielte er beim schwedischen Erstligisten IFK Kristianstad. Im November 2014 wurde er für die Asian Club League Meisterschaften vom iranischen Verein Samen Al-Hojaj unter Vertrag genommen. Nachdem er anschließend vertragslos war, schloss er sich im Januar 2015 dem Bundesligisten TBV Lemgo an. Ab der Saison 2015/16 spielte er für den schwedischen Erstligisten HK Malmö. Ein für den Sommer 2019 geplanter Vereinswechsel zum dänischen Erstligisten GOG Håndbold platzte, nachdem Beutler positiv auf Kokain getestet worden war. Nach einer Dopingsperre schloss er sich im Februar 2020 wieder dem HK Malmö an. Nach der Saison 2021/22 beendete Beutler seine Karriere. Anschließend übernahm er das Torwarttraining beim schwedischen Verein Åhus Handboll.
Für die schwedische Nationalmannschaft bestritt er 71 Spiele und nahm unter anderem bei der Europameisterschaft 2010 teil.

## Privates
Dan Beutler ist verheiratet und hat zwei Kinder.

## Erfolge
- Deutscher Meister 2004
- DHB-Pokalsieger 2004 und 2005
- Schwedischer Meister 2003
- Champions-League-Sieger 2013
- Champions-League-Finalist 2004 und 2007
- Europapokal der Pokalsieger-Finalist 2003
- Torhüter des Jahres in Schweden 2002 und 2003